# Fibonaccijev broj
Fibonaccijevi brojevi oblikuju niz definiran sljedećom rekurzivnom relacijom:
{\displaystyle F(n):={\begin{cases}0&{\mbox{ako je }}n=0;\\1&{\mbox{ako je }}n=1;\\F_{n-1}+F_{n-2}\!\,&{\mbox{ako je }}n>1.\\\end{cases}}}
Dakle, nakon dvije početne vrijedosti, svaki sljedeći broj je zbroj dvaju prethodnika. Primjerice, {\displaystyle 2+3} dat će {\displaystyle 5}, {\displaystyle 3+5} dat će {\displaystyle 8}, itd. 
Prvi Fibonaccijevi brojevi, također označeni kao {\displaystyle F_{n}}, za {\displaystyle n=0,1,2,...} su redom {\displaystyle 1,1,2,3,5,8,13,21,...}
Treba napomenuti da Fibonaccijev niz ipak može početi i s {\displaystyle F_{1}=1} umjesto s {\displaystyle F_{0}=0,} no to često nije bitno u konkretnim razmatranjima svojstava tog niza.
Fibonaccijevi brojevi su imenovani po Leonardu od Pise, poznatom kao Fibonacci, iako su ranije opisani u Indiji.

## Osnovna svojstva

### Svojstva vezana uz djeljivost
- Svaka dva uzastopna Fibonaccijeva broja su relativno prosta. Dokažimo to. Pretpostavimo da je {\displaystyle M(F_{n-1},F_{n})=d.} No, onda je {\displaystyle d|F_{n}-F_{n-1}=F_{n-2}.} Analogno, {\displaystyle d|F_{n-3},F_{n-4},...,F_{1}=1} što povlači {\displaystyle d=1.}

- Vrijedi

{\displaystyle F_{n}|F_{kn},\forall k\in \mathbb {N} }.
Ovo se svojstvo lako pokaže indukcijom. Za {\displaystyle k=1}, tvrdnja je očita. Pretpostavimo da tvrdnja vrijedi za neki {\displaystyle k}. Uočimo sada da je {\displaystyle F_{k+1}n=F_{kn+n}}, tj. {\displaystyle F_{(k+1)n}=F_{kn-1}F_{n}+F_{kn}F_{n+1}} (vidjeti vezu s Morseovim kodom). Kako {\displaystyle F_{n}|F_{kn}} iz gornje jednakosti slijedi  
{\displaystyle F_{n}|F_{(k+1)n}}, čime je tvrdnja dokazana.
- Vrijedi:

{\displaystyle M(F_{m},F_{n})=F_{M(m,n)}}.
Neka je {\displaystyle M(m,n)=d}. Kako, prema gornjoj jednakosti {\displaystyle F_{d}|F_{m},F_{n}}. (Jer su {\displaystyle m,n} višekratnici od {\displaystyle d}.)
Iz ovoga očito slijedi {\displaystyle F_{d}|M(F_{m},F_{n})}. (1)
Prema Bézoutovoj lemi se {\displaystyle d} može prikazati kao linearna kombinacija
{\displaystyle am+bn} za cijele brojeve {\displaystyle a,b}. 
Zato je {\displaystyle F_{d}=F_{am+bn}} pa slijedi da se {\displaystyle F_{d}} može zapisati kao linearna kombinacija {\displaystyle F_{m},F_{n}} jer je {\displaystyle F_{d}=F_{am-1}F_{bn}+F_{am}F_{bn+1}}. Dakle, {\displaystyle M(F_{m},F_{n})|F_{d}}. (2)
Iz (1) i (2) slijedi {\displaystyle F_{d}=M(F_{m},F_{n})}, što je i trebalo pokazati.

### Druga važna svojstva
- Vrijedi {\displaystyle F_{n}={\frac {1}{\sqrt {5}}}[{({\frac {1+{\sqrt {5}}}{2}})}^{n}-{({\frac {1-{\sqrt {5}}}{2}})}^{n}].} Ovo se važno svojstvo Fibonaccijevih brojeva naziva Binetova formula.

- Vrijedi {\displaystyle F_{n-1}F_{n+1}=F_{n}^{2}+(-1)^{n},n\geq 2.} Ovo se pravilo naziva Cassinijev identitet.[4]

## Povezanost sa zlatnim rezom
Ako imamo dvije dužine, jednu dužu i jednu kraću te ako je omjer duljina duže na prema kraćoj dužini jednak zlatnom rezu ({\displaystyle \approx 1.618}), tada je zlatnom rezu jednak i omjer zbroja duljina duže i kraće dužine na prema duljini duže. 
Vidjet ćemo da se slična relacija može naći u omjerima triju uzastopnih Fibonaccijevih broja,  {\displaystyle F_{n-1},F_{n},F_{n+1}.} Naime, iz Cassinijevog identiteta dijeljenjem obje strane s {\displaystyle F_{n-1}F_{n},} slijedi {\displaystyle {\frac {F_{n}}{F_{n-1}}}={\frac {F_{n+1}}{F_{n}}}+{\frac {(-1)^{n}}{F_{n-1}F_{n}}}.}
Kada {\displaystyle n\rightarrow \infty } možemo zanemariti drugi pribrojnik pa dobivamo {\displaystyle {\frac {F_{n}}{F_{n-1}}}={\frac {F_{n+1}}{F_{n}}}} što zadovoljava povijesnu (geometrijsku) definiciju zlatnog reza navedenu gore.

## Veza s Morseovim kodom
Morseov kod je niz točaka i crtica. Duljinu Morseovog koda definiramo tako da svaka točka pridonosi duljinu 1, a svaka crtica duljinu 2. 
Prema tome, ako imamo Morseov kod duljine n, onda možemo zamisliti da imamo n pozicija od kojih su neke spojene crticama, a na ostalima se nalaze točke.
Zato možemo zamisliti da je crtica zapravo spojnica dviju točaka, ali dvije crtice ne mogu stajati jedna pored druge (razmak mora biti najmanje jedna ili više točaka).
Označimo sada s {\displaystyle M_{n}} broj svih Morseovih kodova duljine
{\displaystyle n}. Dokazat ćemo relaciju {\displaystyle M_{n}=M_{n-1}+M_{n-2}} koja je posve ekvivalentna rekurzivnoj formuli Fibonaccijeva niza.
Naime, Morseov kod duljine {\displaystyle n} može započeti točkom (takvih ima 
{\displaystyle M_{n-1}}) ili crticom (takvih ima {\displaystyle M_{n-2}}). Dakle, očito je {\displaystyle M_{n}=M_{n-1}+M_{n-2}} te vrijedi {\displaystyle M_{1}=1}, {\displaystyle M_{2}=2} iz čega slijedi direktna veza s Fibonaccijevim nizom: {\displaystyle M_{n}=F_{n+1}}.

### Važni identiteti
Vrijedi:
{\displaystyle F_{m+n}=F_{m-1}F_{n}+F_{m}F_{n+1}}
Dokaz. 
Gore smo pokazali da je {\displaystyle F_{m+n}} jednak broju {\displaystyle M_{m+n-1}} svih Morseovih kodova duljine {\displaystyle m+n-1}. 
Uočimo sada u svakom takvom kodu 
{\displaystyle (m-1)}-vu i {\displaystyle m}-tu poziciju. Morseove kodove ćemo podijeliti na one koji imaju crticu između te dvije pozicije i na one koji ju nemaju.
Jasno je da kod koji ima crticu između {\displaystyle (m-1)}-ve i 
{\displaystyle m}-te pozicije može na prve {\displaystyle m-2} pozicije imati bilo kakav Morseov kod, a potom mora imati crticu, a zatim na zadnjih {\displaystyle (m+n-1)-m=n-1} pozicija može ponovno imati bilo kakav Morseov kod pa takvih kodova očigledno ima {\displaystyle M_{n-2}M_{n-1}=F_{m-1}F_{n}}. S druge strane, kod koji nema crticu između {\displaystyle (m-1)}-ve i {\displaystyle m}-te pozicije može na prvih {\displaystyle m-1} pozicija imati bilo kakav 
Morseov kod, kao i na zadnjih 
{\displaystyle (m+n-1)-(m-1)=n} pozicija. Zato takvih kodova ima {\displaystyle M_{m-1}M_{n}=F_{m}F_{n+1}}, čime je identitet dokazan.
Od ostalih identiteta s Fibonaccijevim brojevima koji su vezani uz Morseov kod, po važnosti se ističu sljedeći:
- {\displaystyle F_{2n}=F_{n+1}^{2}-F_{n-1}^{2}},
- {\displaystyle F_{2n+1}=F_{n}^{2}+F_{n+1}^{2}},
- {\displaystyle F_{1}+F_{2}+...+F_{n}=F_{n+2}-1}.[5]

## Varijacije Fibonaccijevog niza
Možemo konstruirati nove nizove za koje neće nužno vrijediti {\displaystyle F_{1}=F_{2}=1} kao što to vrijedi za Fibonaccijev niz. No,
željet ćemo da osnovno pravilo, odnosno identitet, {\displaystyle F_{n}=F_{n-2}+F_{n-1}} vrijedi za sve te nizove. Takve nizove jednim imenom nazivamo generalizirani Fibonaccijevi nizovi. 
Uočimo da je neki takav niz {\displaystyle a_{(F_{1},F_{2})}} zadan ako su zadani {\displaystyle F_{1},F_{2}\in \mathbb {N} .}
No, dakako da {\displaystyle F_{1},F_{2}} mogu biti negativni. Uočimo da će {\displaystyle F_{n}\rightarrow -\infty } kada {\displaystyle n\rightarrow \infty } samo ako je {\displaystyle F_{1},F_{2}<0} ili bez smanjenja općenitosti (možemo permutirati {\displaystyle F_{1},F_{2}}) kada je {\displaystyle |F_{1}|>|F_{2}|,F_{1}<0,F_{2}>0.}

### Primjeri
Ovdje su primjeri takvih nizova:
{\displaystyle a_{(5,5)}=5,5,10,15,25,...},
{\displaystyle a_{(3,8)}=3,8,11,19,...},
no možemo formirati niz za koji vrijedi {\displaystyle F_{1}>F_{2}} kao npr. {\displaystyle a_{(4,2)}=4,2,6,8,...}

### Lucasovi brojevi
Za {\displaystyle F_{1}=2,F_{2}=1} dobivamo niz tzv. Lucasovih brojeva nazvanih po francuskom matematičaru Françoisu Édouardu Anatoleu Lucasu (1842. – 1891.).
Evo prvih nekoliko članova tog niza: {\displaystyle 2,1,3,4,7,11,...}

## Trojke generaliziranog Fibonaccijevog niza
Tri utastopna člana {\displaystyle F_{n},F_{n+1},F_{n+2}} Fibonaccijevog niza zajednički zovemo trojka generaliziranog Fibobaccijevog niza. Uočimo da za {\displaystyle n\in \{2,3,...\}} vrijedi {\displaystyle F_{n}<F_{n+1}<F_{n+2}.} 
(Za {\displaystyle n=1} sustav nejednakosti {\displaystyle F_{n}<F_{n+1}<F_{n+2}} ipak ne vrijedi ako niz počinje s {\displaystyle F_{2}\leq F_{1}.})
Dakle, intuitivno je da vrijedi {\displaystyle F_{n}F_{n+2}\approx F_{n+1}F_{n+1}.} Zapravo, ispravno je  {\displaystyle F_{n}F_{n+2}=F_{n+1}F_{n+1}+(-1)^{n+1}} prema Cassinijevom identitetu.
Označimo sada s {\displaystyle D=F_{n}F_{n+2}-F_{n+1}F_{n+1}.}
Pretpostavimo sada da su {\displaystyle F_{1}\leq F_{2}} dva početna broja niza za kojeg vrijedi osnovna relacija iz Fibonaccijevog niza. 
Hoće li umnožak prvog i trećeg člana, {\displaystyle F_{n}\cdot F_{n+2}}, neke trojke biti veći za 1 odnosno manji za 1 od kvadrata srednjeg člana, {\displaystyle F_{n+1}}, te trojke isključivo ovisi o razlici {\displaystyle d} prvog i drugog člana tog niza, {\displaystyle d=F_{2}-F_{1}}. 
Ispišimo prvih nekoliko članova tog niza: {\displaystyle F_{1}=x,F_{2}=x+d,F_{3}=2x+d,F_{4}=3x+2d,...}

### Slučaj 1.,F1=F2{\displaystyle F_{1}=F_{2}}
Ovdje će vrijediti {\displaystyle F_{n}F_{n+2}=F_{n+1}F_{n+1}+(-1)^{n}F^{2},} tj. vrijedit će {\displaystyle D=F^{2}} ako je {\displaystyle n} paran, odnosno {\displaystyle D=-d^{2}} ako je neparan. (1)
Dokaz.
Uočimo da je {\displaystyle d=0.}
Ispišimo nekoliko članova ovog niza: {\displaystyle x,x,x+x,(x+x)+x,...=x,x,2x,3x,...} Za prvu trojku {\displaystyle T_{1}=(x,x,x+x)} vrijedi (1) jer je {\displaystyle D=(x+x)x-xx=xx=x^{2}=F^{2}.} Za sljedeću trojku {\displaystyle T_{2}=(x,2x,3x)} računamo {\displaystyle D=((x+x)+x)x-(x+x)(x+x),} odakle je {\displaystyle D=-xx=-F^{2}.} Slično se provjeri za {\displaystyle T_{3}=(2x,3x,5x)} pa se (1) lako dokaže matematičkom indukcijom. 
Dakle, vrijedit će {\displaystyle D(T_{1})=F^{2},D(T_{2})=-F^{2},D(T_{3})=F^{2},...}

### Slučaj 2.,F1<F2{\displaystyle F_{1}<F_{2}}
Slično se dokazuje da u ovom slučaju vrijedi {\displaystyle D=F_{1}^{2}-(F_{1}+d)d.} Odavde vidimo da ako je {\displaystyle d<F_{1}} će biti {\displaystyle D(T_{2k-1})>0,D(T_{2k})<0} za {\displaystyle k\in \mathbb {N} }, a ako je {\displaystyle d>F_{1}} vrijedit će obratno.

## Fibonnacijev niz u prirodi
Fibonaccijev niz se često povezuje i s brojem zlatnog reza fi (phi, {\displaystyle \varphi }), ili brojem kojeg mnogi zovu i "Božanskim omjerom". Uzmemo li jedan dio Fibonaccijevog niza, {\displaystyle 2,3,5,8,} te podijelimo li svaki sljedeći broj s njemu prethodnim, dobiveni broj težit će broju fi: 
{\displaystyle {\frac {3}{2}}=1,{\frac {5}{3}}=1.67,{\frac {8}{5}}=1.6,} itd. Broj {\displaystyle 1,618} je fi zaokružen na tri decimale (fi je iracionalan). Odnosi mjera kod biljaka, životinja i ljudi, sa zapanjujućom preciznošću se približava broju fi.
Slijedi nekoliko primjera broja fi i njegove povezanosti s Fibonaccijem i prirodom:
1. U pčelinjoj zajednici, košnici, uvijek je manji broj mužjaka pčela nego ženki pčela. Kada bi podijelili broj ženki s brojem mužjaka pčela, uvijek bi dobili broj fi.
2. Nautilus (glavonožac), u svojoj konstrukciji ima spirale. Kada bi izračunali odnos svakog spiralnog promjera prema sljedećem dobili bi broj fi.
3. Sjeme suncokreta raste u suprotnim spiralama. Međusobni odnosi promjera rotacije je broj fi.
4. Izmjerimo li čovječju dužinu od vrha glave do poda, zatim to podijelimo s dužinom od pupka do poda, dobivamo broj fi.